# 1988年のナショナルリーグチャンピオンシップシリーズ
1988年の野球において、メジャーリーグベースボール（MLB）のポストシーズンは10月4日に開幕した。ナショナルリーグの第20回リーグチャンピオンシップシリーズ（20th National League Championship Series、以下「リーグ優勝決定戦」と表記）は、同日から12日にかけて計7試合が開催された。その結果、ロサンゼルス・ドジャース（西地区）がニューヨーク・メッツ（東地区）を4勝3敗で下し、7年ぶり21回目のリーグ優勝および18回目のワールドシリーズ進出を果たした。
両球団がリーグ優勝決定戦で対戦するのはこれが初めて。この年のレギュラーシーズンでは両球団は11試合対戦し、メッツが10勝1敗と勝ち越していた。今シリーズでもメッツの優位が予想されていたが、ドジャース監督のトミー・ラソーダが「うちが勝つなんて誰も思っちゃいなかった。けど大昔にはダビデがゴリアテをやっつけたこともある」と言うように、結果は番狂わせとなった。メッツのリーグ優勝決定戦出場は1969年・1973年・1986年に次ぐ4度目だが、敗退は今回が初めてである。シリーズMVPには、最終第7戦で完封勝利を挙げるなど、4試合24.2イニングで1勝0敗1セーブ・防御率1.09という成績を残したドジャースのオーレル・ハーシュハイザーが選出された。このあとドジャースは、ワールドシリーズでもアメリカンリーグ王者オークランド・アスレチックスを4勝1敗で下し、7年ぶり6度目の優勝を成し遂げた。

## 試合結果
1988年のナショナルリーグ優勝決定戦は10月4日に開幕し、途中に移動日と雨天順延を挟んで9日間で7試合が行われた。日程・結果は以下の通り。
| 日付                                                     | 試合  | ビジター球団（先攻）     | スコア   | ホーム球団（後攻）       | 開催球場             | 開催球場                               |
| -------------------------------------------------------- | ----- | ------------------------ | -------- | ------------------------ | -------------------- | -------------------------------------- |
| 10月04日（火）                                           | 第1戦 | ニューヨーク・メッツ     | 3－2     | ロサンゼルス・ドジャース | ドジャー・スタジアム | ドジャー・スタジアムシェイ・スタジアム |
| 10月05日（水）                                           | 第2戦 | ニューヨーク・メッツ     | 3－6     | ロサンゼルス・ドジャース | ドジャー・スタジアム | ドジャー・スタジアムシェイ・スタジアム |
| 10月06日（木）                                           |       | 移動日                   | 移動日   | 移動日                   |                      | ドジャー・スタジアムシェイ・スタジアム |
| 10月07日（金）                                           | 第3戦 | 雨天順延                 | 雨天順延 | 雨天順延                 | シェイ・スタジアム   | ドジャー・スタジアムシェイ・スタジアム |
| 10月08日（土）                                           | 第3戦 | ロサンゼルス・ドジャース | 4－8     | ニューヨーク・メッツ     | シェイ・スタジアム   | ドジャー・スタジアムシェイ・スタジアム |
| 10月09日（日）                                           | 第4戦 | ロサンゼルス・ドジャース | 5－4     | ニューヨーク・メッツ     | シェイ・スタジアム   | ドジャー・スタジアムシェイ・スタジアム |
| 10月10日（月）                                           | 第5戦 | ロサンゼルス・ドジャース | 7－4     | ニューヨーク・メッツ     | シェイ・スタジアム   | ドジャー・スタジアムシェイ・スタジアム |
| 10月11日（火）                                           | 第6戦 | ニューヨーク・メッツ     | 5－1     | ロサンゼルス・ドジャース | ドジャー・スタジアム | ドジャー・スタジアムシェイ・スタジアム |
| 10月12日（水）                                           | 第7戦 | ニューヨーク・メッツ     | 0－6     | ロサンゼルス・ドジャース | ドジャー・スタジアム | ドジャー・スタジアムシェイ・スタジアム |
| 優勝：ロサンゼルス・ドジャース（4勝3敗 / 7年ぶり21度目） |       |                          |          |                          |                      | ドジャー・スタジアムシェイ・スタジアム |

### 第1戦 10月4日
- ドジャー・スタジアム（カリフォルニア州ロサンゼルス）

|                          | 1 | 2 | 3 | 4 | 5 | 6 | 7 | 8 | 9 | R | H | E |
| ------------------------ | - | - | - | - | - | - | - | - | - | - | - | - |
| ニューヨーク・メッツ     | 0 | 0 | 0 | 0 | 0 | 0 | 0 | 0 | 3 | 3 | 8 | 1 |
| ロサンゼルス・ドジャース | 1 | 0 | 0 | 0 | 0 | 0 | 1 | 0 | 0 | 2 | 4 | 0 |

1. 勝利：ランディ・マイヤーズ（1勝）
2. 敗戦：ジェイ・ハウエル（1敗）
3. 審判
［球審］ハリー・ウェンデルステット
［塁審］一塁: ジョン・マクシェリー、二塁: ジョー・ウェスト、三塁: ダッチ・レナート
［外審］左翼: ボブ・デービッドソン、右翼: ポール・ランギー
4. 試合開始時刻: 太平洋夏時間（UTC-7）午後5時25分  試合時間: 2時間45分  観客: 5万5582人
詳細: Baseball-Reference.com

| ニューヨーク・メッツ | ニューヨーク・メッツ | ニューヨーク・メッツ | ニューヨーク・メッツ | ニューヨーク・メッツ | ロサンゼルス・ドジャース | ロサンゼルス・ドジャース | ロサンゼルス・ドジャース | ロサンゼルス・ドジャース | ロサンゼルス・ドジャース                                                                                              |
| -------------------- | -------------------- | -------------------- | -------------------- | --- | ------------------------ | ------------------------ | ------------------------ | ------------------------ | --- |
| 打順                 | 守備                 | 選手                 | 打席                 | D・グッデンG・カーターK・ヘルナン · デスW・バックマンG・ジェフ · リーズH・ジョンソンK・マク · レイノルズM・ウィルソンD・ストロベリー | 打順                     | 守備                     | 選手                     | 打席                     | O・ハーシュハイザーM・ソーシアF・スタッブスS・サックスJ・ハミルトンA・グリフィンK・ギブソンJ・シェルビーM・マーシャル |
| 1                    | 中                   | M・ウィルソン        | 両                   | D・グッデンG・カーターK・ヘルナン · デスW・バックマンG・ジェフ · リーズH・ジョンソンK・マク · レイノルズM・ウィルソンD・ストロベリー | 1                        | 二                       | S・サックス              | 右                       | O・ハーシュハイザーM・ソーシアF・スタッブスS・サックスJ・ハミルトンA・グリフィンK・ギブソンJ・シェルビーM・マーシャル |
| 2                    | 三                   | G・ジェフリーズ      | 両                   | D・グッデンG・カーターK・ヘルナン · デスW・バックマンG・ジェフ · リーズH・ジョンソンK・マク · レイノルズM・ウィルソンD・ストロベリー | 2                        | 一                       | F・スタッブス            | 左                       | O・ハーシュハイザーM・ソーシアF・スタッブスS・サックスJ・ハミルトンA・グリフィンK・ギブソンJ・シェルビーM・マーシャル |
| 3                    | 一                   | K・ヘルナンデス      | 左                   | D・グッデンG・カーターK・ヘルナン · デスW・バックマンG・ジェフ · リーズH・ジョンソンK・マク · レイノルズM・ウィルソンD・ストロベリー | 3                        | 左                       | K・ギブソン              | 左                       | O・ハーシュハイザーM・ソーシアF・スタッブスS・サックスJ・ハミルトンA・グリフィンK・ギブソンJ・シェルビーM・マーシャル |
| 4                    | 右                   | D・ストロベリー      | 左                   | D・グッデンG・カーターK・ヘルナン · デスW・バックマンG・ジェフ · リーズH・ジョンソンK・マク · レイノルズM・ウィルソンD・ストロベリー | 4                        | 右                       | M・マーシャル            | 右                       | O・ハーシュハイザーM・ソーシアF・スタッブスS・サックスJ・ハミルトンA・グリフィンK・ギブソンJ・シェルビーM・マーシャル |
| 5                    | 左                   | K・マクレイノルズ    | 右                   | D・グッデンG・カーターK・ヘルナン · デスW・バックマンG・ジェフ · リーズH・ジョンソンK・マク · レイノルズM・ウィルソンD・ストロベリー | 5                        | 中                       | J・シェルビー            | 両                       | O・ハーシュハイザーM・ソーシアF・スタッブスS・サックスJ・ハミルトンA・グリフィンK・ギブソンJ・シェルビーM・マーシャル |
| 6                    | 遊                   | H・ジョンソン        | 両                   | D・グッデンG・カーターK・ヘルナン · デスW・バックマンG・ジェフ · リーズH・ジョンソンK・マク · レイノルズM・ウィルソンD・ストロベリー | 6                        | 捕                       | M・ソーシア              | 左                       | O・ハーシュハイザーM・ソーシアF・スタッブスS・サックスJ・ハミルトンA・グリフィンK・ギブソンJ・シェルビーM・マーシャル |
| 7                    | 捕                   | G・カーター          | 右                   | D・グッデンG・カーターK・ヘルナン · デスW・バックマンG・ジェフ · リーズH・ジョンソンK・マク · レイノルズM・ウィルソンD・ストロベリー | 7                        | 三                       | J・ハミルトン            | 右                       | O・ハーシュハイザーM・ソーシアF・スタッブスS・サックスJ・ハミルトンA・グリフィンK・ギブソンJ・シェルビーM・マーシャル |
| 8                    | 二                   | W・バックマン        | 両                   | D・グッデンG・カーターK・ヘルナン · デスW・バックマンG・ジェフ · リーズH・ジョンソンK・マク · レイノルズM・ウィルソンD・ストロベリー | 8                        | 遊                       | A・グリフィン            | 両                       | O・ハーシュハイザーM・ソーシアF・スタッブスS・サックスJ・ハミルトンA・グリフィンK・ギブソンJ・シェルビーM・マーシャル |
| 9                    | 投                   | D・グッデン          | 右                   | D・グッデンG・カーターK・ヘルナン · デスW・バックマンG・ジェフ · リーズH・ジョンソンK・マク · レイノルズM・ウィルソンD・ストロベリー | 9                        | 投                       | O・ハーシュハイザー      | 右                       | O・ハーシュハイザーM・ソーシアF・スタッブスS・サックスJ・ハミルトンA・グリフィンK・ギブソンJ・シェルビーM・マーシャル |
| 先発投手             | 先発投手             | 先発投手             | 投球                 | D・グッデンG・カーターK・ヘルナン · デスW・バックマンG・ジェフ · リーズH・ジョンソンK・マク · レイノルズM・ウィルソンD・ストロベリー | 先発投手                 | 先発投手                 | 先発投手                 | 投球                     | O・ハーシュハイザーM・ソーシアF・スタッブスS・サックスJ・ハミルトンA・グリフィンK・ギブソンJ・シェルビーM・マーシャル |
| D・グッデン          | D・グッデン          | D・グッデン          | 右                   | D・グッデンG・カーターK・ヘルナン · デスW・バックマンG・ジェフ · リーズH・ジョンソンK・マク · レイノルズM・ウィルソンD・ストロベリー | O・ハーシュハイザー      | O・ハーシュハイザー      | O・ハーシュハイザー      | 右                       | O・ハーシュハイザーM・ソーシアF・スタッブスS・サックスJ・ハミルトンA・グリフィンK・ギブソンJ・シェルビーM・マーシャル |

### 第2戦 10月5日
- ドジャー・スタジアム（カリフォルニア州ロサンゼルス）

|                          | 1 | 2 | 3 | 4 | 5 | 6 | 7 | 8 | 9 | R | H | E |
| ------------------------ | - | - | - | - | - | - | - | - | - | - | - | - |
| ニューヨーク・メッツ     | 0 | 0 | 0 | 2 | 0 | 0 | 0 | 0 | 1 | 3 | 6 | 0 |
| ロサンゼルス・ドジャース | 1 | 4 | 0 | 0 | 1 | 0 | 0 | 0 | X | 6 | 7 | 0 |

1. 勝利：ティム・ベルチャー（1勝）
2. セーブ：アレハンドロ・ペーニャ（1S）
3. 敗戦：デビッド・コーン（1敗）
4. 本塁打
NYM：キース・ヘルナンデス1号2ラン
5. 審判
［球審］ジョン・マクシェリー
［塁審］一塁: ジョー・ウェスト、二塁: ダッチ・レナート、三塁: ボブ・デービッドソン
［外審］左翼: ポール・ランギー、右翼: ハリー・ウェンデルステット
6. 試合開始時刻: 太平洋夏時間（UTC-7）午後7時10分  試合時間: 3時間10分  観客: 5万5780人
詳細: Baseball-Reference.com

| ニューヨーク・メッツ | ニューヨーク・メッツ | ニューヨーク・メッツ | ニューヨーク・メッツ | ニューヨーク・メッツ | ロサンゼルス・ドジャース | ロサンゼルス・ドジャース | ロサンゼルス・ドジャース | ロサンゼルス・ドジャース | ロサンゼルス・ドジャース                                                                                        |
| -------------------- | -------------------- | -------------------- | -------------------- | --- | ------------------------ | ------------------------ | ------------------------ | ------------------------ | --- |
| 打順                 | 守備                 | 選手                 | 打席                 | D・コーンG・カーターK・ヘルナン · デスW・バックマンG・ジェフ · リーズH・ジョンソンK・マク · レイノルズL・ダイクストラD・ストロベリー | 打順                     | 守備                     | 選手                     | 打席                     | T・ベルチャーM・ソーシアM・ハッチャーS・サックスJ・ハミルトンA・グリフィンK・ギブソンJ・シェルビーM・マーシャル |
| 1                    | 中                   | L・ダイクストラ      | 左                   | D・コーンG・カーターK・ヘルナン · デスW・バックマンG・ジェフ · リーズH・ジョンソンK・マク · レイノルズL・ダイクストラD・ストロベリー | 1                        | 二                       | S・サックス              | 右                       | T・ベルチャーM・ソーシアM・ハッチャーS・サックスJ・ハミルトンA・グリフィンK・ギブソンJ・シェルビーM・マーシャル |
| 2                    | 三                   | G・ジェフリーズ      | 両                   | D・コーンG・カーターK・ヘルナン · デスW・バックマンG・ジェフ · リーズH・ジョンソンK・マク · レイノルズL・ダイクストラD・ストロベリー | 2                        | 一                       | M・ハッチャー            | 右                       | T・ベルチャーM・ソーシアM・ハッチャーS・サックスJ・ハミルトンA・グリフィンK・ギブソンJ・シェルビーM・マーシャル |
| 3                    | 一                   | K・ヘルナンデス      | 左                   | D・コーンG・カーターK・ヘルナン · デスW・バックマンG・ジェフ · リーズH・ジョンソンK・マク · レイノルズL・ダイクストラD・ストロベリー | 3                        | 左                       | K・ギブソン              | 左                       | T・ベルチャーM・ソーシアM・ハッチャーS・サックスJ・ハミルトンA・グリフィンK・ギブソンJ・シェルビーM・マーシャル |
| 4                    | 右                   | D・ストロベリー      | 左                   | D・コーンG・カーターK・ヘルナン · デスW・バックマンG・ジェフ · リーズH・ジョンソンK・マク · レイノルズL・ダイクストラD・ストロベリー | 4                        | 右                       | M・マーシャル            | 右                       | T・ベルチャーM・ソーシアM・ハッチャーS・サックスJ・ハミルトンA・グリフィンK・ギブソンJ・シェルビーM・マーシャル |
| 5                    | 左                   | K・マクレイノルズ    | 右                   | D・コーンG・カーターK・ヘルナン · デスW・バックマンG・ジェフ · リーズH・ジョンソンK・マク · レイノルズL・ダイクストラD・ストロベリー | 5                        | 中                       | J・シェルビー            | 両                       | T・ベルチャーM・ソーシアM・ハッチャーS・サックスJ・ハミルトンA・グリフィンK・ギブソンJ・シェルビーM・マーシャル |
| 6                    | 遊                   | H・ジョンソン        | 両                   | D・コーンG・カーターK・ヘルナン · デスW・バックマンG・ジェフ · リーズH・ジョンソンK・マク · レイノルズL・ダイクストラD・ストロベリー | 6                        | 捕                       | M・ソーシア              | 左                       | T・ベルチャーM・ソーシアM・ハッチャーS・サックスJ・ハミルトンA・グリフィンK・ギブソンJ・シェルビーM・マーシャル |
| 7                    | 捕                   | G・カーター          | 右                   | D・コーンG・カーターK・ヘルナン · デスW・バックマンG・ジェフ · リーズH・ジョンソンK・マク · レイノルズL・ダイクストラD・ストロベリー | 7                        | 三                       | J・ハミルトン            | 右                       | T・ベルチャーM・ソーシアM・ハッチャーS・サックスJ・ハミルトンA・グリフィンK・ギブソンJ・シェルビーM・マーシャル |
| 8                    | 二                   | W・バックマン        | 両                   | D・コーンG・カーターK・ヘルナン · デスW・バックマンG・ジェフ · リーズH・ジョンソンK・マク · レイノルズL・ダイクストラD・ストロベリー | 8                        | 遊                       | A・グリフィン            | 両                       | T・ベルチャーM・ソーシアM・ハッチャーS・サックスJ・ハミルトンA・グリフィンK・ギブソンJ・シェルビーM・マーシャル |
| 9                    | 投                   | D・コーン            | 左                   | D・コーンG・カーターK・ヘルナン · デスW・バックマンG・ジェフ · リーズH・ジョンソンK・マク · レイノルズL・ダイクストラD・ストロベリー | 9                        | 投                       | T・ベルチャー            | 右                       | T・ベルチャーM・ソーシアM・ハッチャーS・サックスJ・ハミルトンA・グリフィンK・ギブソンJ・シェルビーM・マーシャル |
| 先発投手             | 先発投手             | 先発投手             | 投球                 | D・コーンG・カーターK・ヘルナン · デスW・バックマンG・ジェフ · リーズH・ジョンソンK・マク · レイノルズL・ダイクストラD・ストロベリー | 先発投手                 | 先発投手                 | 先発投手                 | 投球                     | T・ベルチャーM・ソーシアM・ハッチャーS・サックスJ・ハミルトンA・グリフィンK・ギブソンJ・シェルビーM・マーシャル |
| D・コーン            | D・コーン            | D・コーン            | 右                   | D・コーンG・カーターK・ヘルナン · デスW・バックマンG・ジェフ · リーズH・ジョンソンK・マク · レイノルズL・ダイクストラD・ストロベリー | T・ベルチャー            | T・ベルチャー            | T・ベルチャー            | 右                       | T・ベルチャーM・ソーシアM・ハッチャーS・サックスJ・ハミルトンA・グリフィンK・ギブソンJ・シェルビーM・マーシャル |

### 第3戦 10月8日
- シェイ・スタジアム（ニューヨーク州ニューヨーク市クイーンズ区）

|                          | 1 | 2 | 3 | 4 | 5 | 6 | 7 | 8 | 9 | R | H | E |
| ------------------------ | - | - | - | - | - | - | - | - | - | - | - | - |
| ロサンゼルス・ドジャース | 0 | 2 | 1 | 0 | 0 | 0 | 0 | 1 | 0 | 4 | 7 | 2 |
| ニューヨーク・メッツ     | 0 | 0 | 1 | 0 | 0 | 2 | 0 | 5 | X | 8 | 9 | 2 |

1. 勝利：ランディ・マイヤーズ（2勝）
2. 敗戦：アレハンドロ・ペーニャ（1敗1S）
3. 審判
［球審］ジョー・ウェスト
［塁審］一塁: ダッチ・レナート、二塁: ボブ・デービッドソン、三塁: ポール・ランギー
［外審］左翼: ハリー・ウェンデルステット、右翼: ジョン・マクシェリー
4. 試合開始時刻: 東部夏時間（UTC-4）午後0時20分  試合時間: 3時間44分  観客: 4万4672人  気温: 43°F（6.1°C）
詳細: Baseball-Reference.com

| ロサンゼルス・ドジャース | ロサンゼルス・ドジャース | ロサンゼルス・ドジャース | ロサンゼルス・ドジャース | ロサンゼルス・ドジャース                                                                                              | ニューヨーク・メッツ | ニューヨーク・メッツ | ニューヨーク・メッツ | ニューヨーク・メッツ | ニューヨーク・メッツ |
| ------------------------ | ------------------------ | ------------------------ | ------------------------ | --- | -------------------- | -------------------- | -------------------- | -------------------- | --- |
| 打順                     | 守備                     | 選手                     | 打席                     | O・ハーシュハイザーM・ソーシアM・ハッチャーS・サックスJ・ハミルトンA・グリフィンK・ギブソンJ・シェルビーM・マーシャル | 打順                 | 守備                 | 選手                 | 打席                 | R・ダーリングG・カーターK・ヘルナン · デスW・バックマンG・ジェフ · リーズH・ジョンソンK・マク · レイノルズM・ウィルソンD・ストロベリー |
| 1                        | 二                       | S・サックス              | 右                       | O・ハーシュハイザーM・ソーシアM・ハッチャーS・サックスJ・ハミルトンA・グリフィンK・ギブソンJ・シェルビーM・マーシャル | 1                    | 中                   | M・ウィルソン        | 両                   | R・ダーリングG・カーターK・ヘルナン · デスW・バックマンG・ジェフ · リーズH・ジョンソンK・マク · レイノルズM・ウィルソンD・ストロベリー |
| 2                        | 一                       | M・ハッチャー            | 右                       | O・ハーシュハイザーM・ソーシアM・ハッチャーS・サックスJ・ハミルトンA・グリフィンK・ギブソンJ・シェルビーM・マーシャル | 2                    | 三                   | G・ジェフリーズ      | 両                   | R・ダーリングG・カーターK・ヘルナン · デスW・バックマンG・ジェフ · リーズH・ジョンソンK・マク · レイノルズM・ウィルソンD・ストロベリー |
| 3                        | 左                       | K・ギブソン              | 左                       | O・ハーシュハイザーM・ソーシアM・ハッチャーS・サックスJ・ハミルトンA・グリフィンK・ギブソンJ・シェルビーM・マーシャル | 3                    | 一                   | K・ヘルナンデス      | 左                   | R・ダーリングG・カーターK・ヘルナン · デスW・バックマンG・ジェフ · リーズH・ジョンソンK・マク · レイノルズM・ウィルソンD・ストロベリー |
| 4                        | 右                       | M・マーシャル            | 右                       | O・ハーシュハイザーM・ソーシアM・ハッチャーS・サックスJ・ハミルトンA・グリフィンK・ギブソンJ・シェルビーM・マーシャル | 4                    | 右                   | D・ストロベリー      | 左                   | R・ダーリングG・カーターK・ヘルナン · デスW・バックマンG・ジェフ · リーズH・ジョンソンK・マク · レイノルズM・ウィルソンD・ストロベリー |
| 5                        | 中                       | J・シェルビー            | 両                       | O・ハーシュハイザーM・ソーシアM・ハッチャーS・サックスJ・ハミルトンA・グリフィンK・ギブソンJ・シェルビーM・マーシャル | 5                    | 左                   | K・マクレイノルズ    | 右                   | R・ダーリングG・カーターK・ヘルナン · デスW・バックマンG・ジェフ · リーズH・ジョンソンK・マク · レイノルズM・ウィルソンD・ストロベリー |
| 6                        | 捕                       | M・ソーシア              | 左                       | O・ハーシュハイザーM・ソーシアM・ハッチャーS・サックスJ・ハミルトンA・グリフィンK・ギブソンJ・シェルビーM・マーシャル | 6                    | 遊                   | H・ジョンソン        | 両                   | R・ダーリングG・カーターK・ヘルナン · デスW・バックマンG・ジェフ · リーズH・ジョンソンK・マク · レイノルズM・ウィルソンD・ストロベリー |
| 7                        | 三                       | J・ハミルトン            | 右                       | O・ハーシュハイザーM・ソーシアM・ハッチャーS・サックスJ・ハミルトンA・グリフィンK・ギブソンJ・シェルビーM・マーシャル | 7                    | 捕                   | G・カーター          | 右                   | R・ダーリングG・カーターK・ヘルナン · デスW・バックマンG・ジェフ · リーズH・ジョンソンK・マク · レイノルズM・ウィルソンD・ストロベリー |
| 8                        | 遊                       | A・グリフィン            | 両                       | O・ハーシュハイザーM・ソーシアM・ハッチャーS・サックスJ・ハミルトンA・グリフィンK・ギブソンJ・シェルビーM・マーシャル | 8                    | 二                   | W・バックマン        | 両                   | R・ダーリングG・カーターK・ヘルナン · デスW・バックマンG・ジェフ · リーズH・ジョンソンK・マク · レイノルズM・ウィルソンD・ストロベリー |
| 9                        | 投                       | O・ハーシュハイザー      | 右                       | O・ハーシュハイザーM・ソーシアM・ハッチャーS・サックスJ・ハミルトンA・グリフィンK・ギブソンJ・シェルビーM・マーシャル | 9                    | 投                   | R・ダーリング        | 右                   | R・ダーリングG・カーターK・ヘルナン · デスW・バックマンG・ジェフ · リーズH・ジョンソンK・マク · レイノルズM・ウィルソンD・ストロベリー |
| 先発投手                 | 先発投手                 | 先発投手                 | 投球                     | O・ハーシュハイザーM・ソーシアM・ハッチャーS・サックスJ・ハミルトンA・グリフィンK・ギブソンJ・シェルビーM・マーシャル | 先発投手             | 先発投手             | 先発投手             | 投球                 | R・ダーリングG・カーターK・ヘルナン · デスW・バックマンG・ジェフ · リーズH・ジョンソンK・マク · レイノルズM・ウィルソンD・ストロベリー |
| O・ハーシュハイザー      | O・ハーシュハイザー      | O・ハーシュハイザー      | 右                       | O・ハーシュハイザーM・ソーシアM・ハッチャーS・サックスJ・ハミルトンA・グリフィンK・ギブソンJ・シェルビーM・マーシャル | R・ダーリング        | R・ダーリング        | R・ダーリング        | 右                   | R・ダーリングG・カーターK・ヘルナン · デスW・バックマンG・ジェフ · リーズH・ジョンソンK・マク · レイノルズM・ウィルソンD・ストロベリー |

### 第4戦 10月9日
- シェイ・スタジアム（ニューヨーク州ニューヨーク市クイーンズ区）

|                          | 1 | 2 | 3 | 4 | 5 | 6 | 7 | 8 | 9 | 10 | 11 | 12 | R | H  | E |
| ------------------------ | - | - | - | - | - | - | - | - | - | -- | -- | -- | - | -- | - |
| ロサンゼルス・ドジャース | 2 | 0 | 0 | 0 | 0 | 0 | 0 | 0 | 2 | 0  | 0  | 1  | 5 | 7  | 1 |
| ニューヨーク・メッツ     | 0 | 0 | 0 | 3 | 0 | 1 | 0 | 0 | 0 | 0  | 0  | 0  | 4 | 10 | 2 |

1. 勝利：アレハンドロ・ペーニャ（1勝1敗1S）
2. セーブ：オーレル・ハーシュハイザー（1S）
3. 敗戦：ロジャー・マクダウェル（1敗）
4. 本塁打
LAD：マイク・ソーシア1号2ラン、カーク・ギブソン1号ソロ
NYM：ダリル・ストロベリー1号2ラン、ケビン・マクレイノルズ1号ソロ
5. 審判
［球審］ダッチ・レナート
［塁審］一塁: ボブ・デービッドソン、二塁: ポール・ランギー、三塁: ハリー・ウェンデルステット
［外審］左翼: ジョン・マクシェリー、右翼: ジョー・ウェスト
6. 試合開始時刻: 東部夏時間（UTC-4）午後8時20分  試合時間: 4時間29分  観客: 5万4014人
詳細: Baseball-Reference.com

| ロサンゼルス・ドジャース | ロサンゼルス・ドジャース | ロサンゼルス・ドジャース | ロサンゼルス・ドジャース | ロサンゼルス・ドジャース                                                                                        | ニューヨーク・メッツ | ニューヨーク・メッツ | ニューヨーク・メッツ | ニューヨーク・メッツ | ニューヨーク・メッツ |
| ------------------------ | ------------------------ | ------------------------ | ------------------------ | --- | -------------------- | -------------------- | -------------------- | -------------------- | --- |
| 打順                     | 守備                     | 選手                     | 打席                     | J・テューダーM・ソーシアM・ハッチャーS・サックスJ・ハミルトンA・グリフィンK・ギブソンJ・シェルビーM・マーシャル | 打順                 | 守備                 | 選手                 | 打席                 | D・グッデンG・カーターK・ヘルナン · デスT・タフェルG・ジェフ · リーズK・エルスターK・マク · レイノルズM・ウィルソンD・ストロベリー |
| 1                        | 二                       | S・サックス              | 右                       | J・テューダーM・ソーシアM・ハッチャーS・サックスJ・ハミルトンA・グリフィンK・ギブソンJ・シェルビーM・マーシャル | 1                    | 中                   | M・ウィルソン        | 両                   | D・グッデンG・カーターK・ヘルナン · デスT・タフェルG・ジェフ · リーズK・エルスターK・マク · レイノルズM・ウィルソンD・ストロベリー |
| 2                        | 一                       | M・ハッチャー            | 右                       | J・テューダーM・ソーシアM・ハッチャーS・サックスJ・ハミルトンA・グリフィンK・ギブソンJ・シェルビーM・マーシャル | 2                    | 三                   | G・ジェフリーズ      | 両                   | D・グッデンG・カーターK・ヘルナン · デスT・タフェルG・ジェフ · リーズK・エルスターK・マク · レイノルズM・ウィルソンD・ストロベリー |
| 3                        | 左                       | K・ギブソン              | 左                       | J・テューダーM・ソーシアM・ハッチャーS・サックスJ・ハミルトンA・グリフィンK・ギブソンJ・シェルビーM・マーシャル | 3                    | 一                   | K・ヘルナンデス      | 左                   | D・グッデンG・カーターK・ヘルナン · デスT・タフェルG・ジェフ · リーズK・エルスターK・マク · レイノルズM・ウィルソンD・ストロベリー |
| 4                        | 右                       | M・マーシャル            | 右                       | J・テューダーM・ソーシアM・ハッチャーS・サックスJ・ハミルトンA・グリフィンK・ギブソンJ・シェルビーM・マーシャル | 4                    | 右                   | D・ストロベリー      | 左                   | D・グッデンG・カーターK・ヘルナン · デスT・タフェルG・ジェフ · リーズK・エルスターK・マク · レイノルズM・ウィルソンD・ストロベリー |
| 5                        | 中                       | J・シェルビー            | 両                       | J・テューダーM・ソーシアM・ハッチャーS・サックスJ・ハミルトンA・グリフィンK・ギブソンJ・シェルビーM・マーシャル | 5                    | 左                   | K・マクレイノルズ    | 右                   | D・グッデンG・カーターK・ヘルナン · デスT・タフェルG・ジェフ · リーズK・エルスターK・マク · レイノルズM・ウィルソンD・ストロベリー |
| 6                        | 捕                       | M・ソーシア              | 左                       | J・テューダーM・ソーシアM・ハッチャーS・サックスJ・ハミルトンA・グリフィンK・ギブソンJ・シェルビーM・マーシャル | 6                    | 捕                   | G・カーター          | 右                   | D・グッデンG・カーターK・ヘルナン · デスT・タフェルG・ジェフ · リーズK・エルスターK・マク · レイノルズM・ウィルソンD・ストロベリー |
| 7                        | 三                       | J・ハミルトン            | 右                       | J・テューダーM・ソーシアM・ハッチャーS・サックスJ・ハミルトンA・グリフィンK・ギブソンJ・シェルビーM・マーシャル | 7                    | 二                   | T・タフェル          | 右                   | D・グッデンG・カーターK・ヘルナン · デスT・タフェルG・ジェフ · リーズK・エルスターK・マク · レイノルズM・ウィルソンD・ストロベリー |
| 8                        | 遊                       | A・グリフィン            | 両                       | J・テューダーM・ソーシアM・ハッチャーS・サックスJ・ハミルトンA・グリフィンK・ギブソンJ・シェルビーM・マーシャル | 8                    | 遊                   | K・エルスター        | 右                   | D・グッデンG・カーターK・ヘルナン · デスT・タフェルG・ジェフ · リーズK・エルスターK・マク · レイノルズM・ウィルソンD・ストロベリー |
| 9                        | 投                       | J・テューダー            | 左                       | J・テューダーM・ソーシアM・ハッチャーS・サックスJ・ハミルトンA・グリフィンK・ギブソンJ・シェルビーM・マーシャル | 9                    | 投                   | D・グッデン          | 右                   | D・グッデンG・カーターK・ヘルナン · デスT・タフェルG・ジェフ · リーズK・エルスターK・マク · レイノルズM・ウィルソンD・ストロベリー |
| 先発投手                 | 先発投手                 | 先発投手                 | 投球                     | J・テューダーM・ソーシアM・ハッチャーS・サックスJ・ハミルトンA・グリフィンK・ギブソンJ・シェルビーM・マーシャル | 先発投手             | 先発投手             | 先発投手             | 投球                 | D・グッデンG・カーターK・ヘルナン · デスT・タフェルG・ジェフ · リーズK・エルスターK・マク · レイノルズM・ウィルソンD・ストロベリー |
| J・テューダー            | J・テューダー            | J・テューダー            | 左                       | J・テューダーM・ソーシアM・ハッチャーS・サックスJ・ハミルトンA・グリフィンK・ギブソンJ・シェルビーM・マーシャル | D・グッデン          | D・グッデン          | D・グッデン          | 右                   | D・グッデンG・カーターK・ヘルナン · デスT・タフェルG・ジェフ · リーズK・エルスターK・マク · レイノルズM・ウィルソンD・ストロベリー |

### 第5戦 10月10日
- シェイ・スタジアム（ニューヨーク州ニューヨーク市クイーンズ区）

|                          | 1 | 2 | 3 | 4 | 5 | 6 | 7 | 8 | 9 | R | H  | E |
| ------------------------ | - | - | - | - | - | - | - | - | - | - | -- | - |
| ロサンゼルス・ドジャース | 0 | 0 | 0 | 3 | 3 | 0 | 0 | 0 | 1 | 7 | 12 | 0 |
| ニューヨーク・メッツ     | 0 | 0 | 0 | 0 | 3 | 0 | 0 | 1 | 0 | 4 | 9  | 1 |

1. 勝利：ティム・ベルチャー（2勝）
2. セーブ：ブライアン・ホルトン（1S）
3. 敗戦：シド・フェルナンデス（1敗）
4. 本塁打
LAD：カーク・ギブソン2号3ラン
NYM：レニー・ダイクストラ1号3ラン
5. 審判
［球審］ボブ・デービッドソン
［塁審］一塁: ポール・ランギー、二塁: ハリー・ウェンデルステット、三塁: ジョン・マクシェリー
［外審］左翼: ジョー・ウェスト、右翼: ダッチ・レナート
6. 試合開始時刻: 東部夏時間（UTC-4）午後0時20分  試合時間: 3時間7分  観客: 5万2069人
詳細: Baseball-Reference.com

| ロサンゼルス・ドジャース | ロサンゼルス・ドジャース | ロサンゼルス・ドジャース | ロサンゼルス・ドジャース | ロサンゼルス・ドジャース                                                                                          | ニューヨーク・メッツ | ニューヨーク・メッツ | ニューヨーク・メッツ | ニューヨーク・メッツ | ニューヨーク・メッツ |
| ------------------------ | ------------------------ | ------------------------ | ------------------------ | --- | -------------------- | -------------------- | -------------------- | -------------------- | --- |
| 打順                     | 守備                     | 選手                     | 打席                     | T・ベルチャーR・デンプシーM・ハッチャーS・サックスJ・ハミルトンA・グリフィンK・ギブソンJ・シェルビーM・マーシャル | 打順                 | 守備                 | 選手                 | 打席                 | S・フェルナンデスG・カーターK・ヘルナン · デスW・バックマンG・ジェフ · リーズH・ジョンソンK・マク · レイノルズL・ダイクストラD・ストロベリー |
| 1                        | 二                       | S・サックス              | 右                       | T・ベルチャーR・デンプシーM・ハッチャーS・サックスJ・ハミルトンA・グリフィンK・ギブソンJ・シェルビーM・マーシャル | 1                    | 中                   | L・ダイクストラ      | 左                   | S・フェルナンデスG・カーターK・ヘルナン · デスW・バックマンG・ジェフ · リーズH・ジョンソンK・マク · レイノルズL・ダイクストラD・ストロベリー |
| 2                        | 一                       | M・ハッチャー            | 右                       | T・ベルチャーR・デンプシーM・ハッチャーS・サックスJ・ハミルトンA・グリフィンK・ギブソンJ・シェルビーM・マーシャル | 2                    | 三                   | G・ジェフリーズ      | 両                   | S・フェルナンデスG・カーターK・ヘルナン · デスW・バックマンG・ジェフ · リーズH・ジョンソンK・マク · レイノルズL・ダイクストラD・ストロベリー |
| 3                        | 左                       | K・ギブソン              | 左                       | T・ベルチャーR・デンプシーM・ハッチャーS・サックスJ・ハミルトンA・グリフィンK・ギブソンJ・シェルビーM・マーシャル | 3                    | 一                   | K・ヘルナンデス      | 左                   | S・フェルナンデスG・カーターK・ヘルナン · デスW・バックマンG・ジェフ · リーズH・ジョンソンK・マク · レイノルズL・ダイクストラD・ストロベリー |
| 4                        | 右                       | M・マーシャル            | 右                       | T・ベルチャーR・デンプシーM・ハッチャーS・サックスJ・ハミルトンA・グリフィンK・ギブソンJ・シェルビーM・マーシャル | 4                    | 右                   | D・ストロベリー      | 左                   | S・フェルナンデスG・カーターK・ヘルナン · デスW・バックマンG・ジェフ · リーズH・ジョンソンK・マク · レイノルズL・ダイクストラD・ストロベリー |
| 5                        | 中                       | J・シェルビー            | 両                       | T・ベルチャーR・デンプシーM・ハッチャーS・サックスJ・ハミルトンA・グリフィンK・ギブソンJ・シェルビーM・マーシャル | 5                    | 左                   | K・マクレイノルズ    | 右                   | S・フェルナンデスG・カーターK・ヘルナン · デスW・バックマンG・ジェフ · リーズH・ジョンソンK・マク · レイノルズL・ダイクストラD・ストロベリー |
| 6                        | 捕                       | R・デンプシー            | 右                       | T・ベルチャーR・デンプシーM・ハッチャーS・サックスJ・ハミルトンA・グリフィンK・ギブソンJ・シェルビーM・マーシャル | 6                    | 捕                   | G・カーター          | 右                   | S・フェルナンデスG・カーターK・ヘルナン · デスW・バックマンG・ジェフ · リーズH・ジョンソンK・マク · レイノルズL・ダイクストラD・ストロベリー |
| 7                        | 三                       | J・ハミルトン            | 右                       | T・ベルチャーR・デンプシーM・ハッチャーS・サックスJ・ハミルトンA・グリフィンK・ギブソンJ・シェルビーM・マーシャル | 7                    | 遊                   | H・ジョンソン        | 両                   | S・フェルナンデスG・カーターK・ヘルナン · デスW・バックマンG・ジェフ · リーズH・ジョンソンK・マク · レイノルズL・ダイクストラD・ストロベリー |
| 8                        | 遊                       | A・グリフィン            | 両                       | T・ベルチャーR・デンプシーM・ハッチャーS・サックスJ・ハミルトンA・グリフィンK・ギブソンJ・シェルビーM・マーシャル | 8                    | 二                   | W・バックマン        | 両                   | S・フェルナンデスG・カーターK・ヘルナン · デスW・バックマンG・ジェフ · リーズH・ジョンソンK・マク · レイノルズL・ダイクストラD・ストロベリー |
| 9                        | 投                       | T・ベルチャー            | 右                       | T・ベルチャーR・デンプシーM・ハッチャーS・サックスJ・ハミルトンA・グリフィンK・ギブソンJ・シェルビーM・マーシャル | 9                    | 投                   | S・フェルナンデス    | 左                   | S・フェルナンデスG・カーターK・ヘルナン · デスW・バックマンG・ジェフ · リーズH・ジョンソンK・マク · レイノルズL・ダイクストラD・ストロベリー |
| 先発投手                 | 先発投手                 | 先発投手                 | 投球                     | T・ベルチャーR・デンプシーM・ハッチャーS・サックスJ・ハミルトンA・グリフィンK・ギブソンJ・シェルビーM・マーシャル | 先発投手             | 先発投手             | 先発投手             | 投球                 | S・フェルナンデスG・カーターK・ヘルナン · デスW・バックマンG・ジェフ · リーズH・ジョンソンK・マク · レイノルズL・ダイクストラD・ストロベリー |
| T・ベルチャー            | T・ベルチャー            | T・ベルチャー            | 右                       | T・ベルチャーR・デンプシーM・ハッチャーS・サックスJ・ハミルトンA・グリフィンK・ギブソンJ・シェルビーM・マーシャル | S・フェルナンデス    | S・フェルナンデス    | S・フェルナンデス    | 左                   | S・フェルナンデスG・カーターK・ヘルナン · デスW・バックマンG・ジェフ · リーズH・ジョンソンK・マク · レイノルズL・ダイクストラD・ストロベリー |

### 第6戦 10月11日
- ドジャー・スタジアム（カリフォルニア州ロサンゼルス）

|                          | 1 | 2 | 3 | 4 | 5 | 6 | 7 | 8 | 9 | R | H  | E |
| ------------------------ | - | - | - | - | - | - | - | - | - | - | -- | - |
| ニューヨーク・メッツ     | 1 | 0 | 1 | 0 | 2 | 1 | 0 | 0 | 0 | 5 | 11 | 0 |
| ロサンゼルス・ドジャース | 0 | 0 | 0 | 0 | 1 | 0 | 0 | 0 | 0 | 1 | 5  | 2 |

1. 勝利：デビッド・コーン（1勝1敗）
2. 敗戦：ティム・リアリー（1敗）
3. 本塁打
NYM：ケビン・マクレイノルズ2号2ラン
4. 審判
［球審］ポール・ランギー
［塁審］一塁: ハリー・ウェンデルステット、二塁: ジョン・マクシェリー、三塁: ジョー・ウェスト
［外審］左翼: ダッチ・レナート、右翼: ボブ・デービッドソン
5. 試合開始時刻: 太平洋夏時間（UTC-7）午後5時20分  試合時間: 3時間16分  観客: 5万5885人
詳細: Baseball-Reference.com

| ニューヨーク・メッツ | ニューヨーク・メッツ | ニューヨーク・メッツ | ニューヨーク・メッツ | ニューヨーク・メッツ | ロサンゼルス・ドジャース | ロサンゼルス・ドジャース | ロサンゼルス・ドジャース | ロサンゼルス・ドジャース | ロサンゼルス・ドジャース                                                                                      |
| -------------------- | -------------------- | -------------------- | -------------------- | --- | ------------------------ | ------------------------ | ------------------------ | ------------------------ | --- |
| 打順                 | 守備                 | 選手                 | 打席                 | D・コーンG・カーターK・ヘルナン · デスW・バックマンG・ジェフ · リーズK・エルスターK・マク · レイノルズL・ダイクストラD・ストロベリー | 打順                     | 守備                     | 選手                     | 打席                     | T・リアリーM・ソーシアM・ハッチャーS・サックスJ・ハミルトンA・グリフィンK・ギブソンJ・シェルビーM・マーシャル |
| 1                    | 中                   | L・ダイクストラ      | 左                   | D・コーンG・カーターK・ヘルナン · デスW・バックマンG・ジェフ · リーズK・エルスターK・マク · レイノルズL・ダイクストラD・ストロベリー | 1                        | 二                       | S・サックス              | 右                       | T・リアリーM・ソーシアM・ハッチャーS・サックスJ・ハミルトンA・グリフィンK・ギブソンJ・シェルビーM・マーシャル |
| 2                    | 二                   | W・バックマン        | 両                   | D・コーンG・カーターK・ヘルナン · デスW・バックマンG・ジェフ · リーズK・エルスターK・マク · レイノルズL・ダイクストラD・ストロベリー | 2                        | 一                       | M・ハッチャー            | 右                       | T・リアリーM・ソーシアM・ハッチャーS・サックスJ・ハミルトンA・グリフィンK・ギブソンJ・シェルビーM・マーシャル |
| 3                    | 一                   | K・ヘルナンデス      | 左                   | D・コーンG・カーターK・ヘルナン · デスW・バックマンG・ジェフ · リーズK・エルスターK・マク · レイノルズL・ダイクストラD・ストロベリー | 3                        | 左                       | K・ギブソン              | 左                       | T・リアリーM・ソーシアM・ハッチャーS・サックスJ・ハミルトンA・グリフィンK・ギブソンJ・シェルビーM・マーシャル |
| 4                    | 右                   | D・ストロベリー      | 左                   | D・コーンG・カーターK・ヘルナン · デスW・バックマンG・ジェフ · リーズK・エルスターK・マク · レイノルズL・ダイクストラD・ストロベリー | 4                        | 右                       | M・マーシャル            | 右                       | T・リアリーM・ソーシアM・ハッチャーS・サックスJ・ハミルトンA・グリフィンK・ギブソンJ・シェルビーM・マーシャル |
| 5                    | 左                   | K・マクレイノルズ    | 右                   | D・コーンG・カーターK・ヘルナン · デスW・バックマンG・ジェフ · リーズK・エルスターK・マク · レイノルズL・ダイクストラD・ストロベリー | 5                        | 中                       | J・シェルビー            | 両                       | T・リアリーM・ソーシアM・ハッチャーS・サックスJ・ハミルトンA・グリフィンK・ギブソンJ・シェルビーM・マーシャル |
| 6                    | 三                   | G・ジェフリーズ      | 両                   | D・コーンG・カーターK・ヘルナン · デスW・バックマンG・ジェフ · リーズK・エルスターK・マク · レイノルズL・ダイクストラD・ストロベリー | 6                        | 捕                       | M・ソーシア              | 左                       | T・リアリーM・ソーシアM・ハッチャーS・サックスJ・ハミルトンA・グリフィンK・ギブソンJ・シェルビーM・マーシャル |
| 7                    | 捕                   | G・カーター          | 右                   | D・コーンG・カーターK・ヘルナン · デスW・バックマンG・ジェフ · リーズK・エルスターK・マク · レイノルズL・ダイクストラD・ストロベリー | 7                        | 三                       | J・ハミルトン            | 右                       | T・リアリーM・ソーシアM・ハッチャーS・サックスJ・ハミルトンA・グリフィンK・ギブソンJ・シェルビーM・マーシャル |
| 8                    | 遊                   | K・エルスター        | 右                   | D・コーンG・カーターK・ヘルナン · デスW・バックマンG・ジェフ · リーズK・エルスターK・マク · レイノルズL・ダイクストラD・ストロベリー | 8                        | 遊                       | A・グリフィン            | 両                       | T・リアリーM・ソーシアM・ハッチャーS・サックスJ・ハミルトンA・グリフィンK・ギブソンJ・シェルビーM・マーシャル |
| 9                    | 投                   | D・コーン            | 左                   | D・コーンG・カーターK・ヘルナン · デスW・バックマンG・ジェフ · リーズK・エルスターK・マク · レイノルズL・ダイクストラD・ストロベリー | 9                        | 投                       | T・リアリー              | 右                       | T・リアリーM・ソーシアM・ハッチャーS・サックスJ・ハミルトンA・グリフィンK・ギブソンJ・シェルビーM・マーシャル |
| 先発投手             | 先発投手             | 先発投手             | 投球                 | D・コーンG・カーターK・ヘルナン · デスW・バックマンG・ジェフ · リーズK・エルスターK・マク · レイノルズL・ダイクストラD・ストロベリー | 先発投手                 | 先発投手                 | 先発投手                 | 投球                     | T・リアリーM・ソーシアM・ハッチャーS・サックスJ・ハミルトンA・グリフィンK・ギブソンJ・シェルビーM・マーシャル |
| D・コーン            | D・コーン            | D・コーン            | 右                   | D・コーンG・カーターK・ヘルナン · デスW・バックマンG・ジェフ · リーズK・エルスターK・マク · レイノルズL・ダイクストラD・ストロベリー | T・リアリー              | T・リアリー              | T・リアリー              | 右                       | T・リアリーM・ソーシアM・ハッチャーS・サックスJ・ハミルトンA・グリフィンK・ギブソンJ・シェルビーM・マーシャル |

### 第7戦 10月12日
- ドジャー・スタジアム（カリフォルニア州ロサンゼルス）

|                          | 1 | 2 | 3 | 4 | 5 | 6 | 7 | 8 | 9 | R | H  | E |
| ------------------------ | - | - | - | - | - | - | - | - | - | - | -- | - |
| ニューヨーク・メッツ     | 0 | 0 | 0 | 0 | 0 | 0 | 0 | 0 | 0 | 0 | 5  | 2 |
| ロサンゼルス・ドジャース | 1 | 5 | 0 | 0 | 0 | 0 | 0 | 0 | X | 6 | 10 | 0 |

1. 勝利：オーレル・ハーシュハイザー（1勝1S）
2. 敗戦：ロン・ダーリング（1敗）
3. 審判
［球審］ハリー・ウェンデルステット
［塁審］一塁: ジョン・マクシェリー、二塁: ジョー・ウェスト、三塁: ダッチ・レナート
［外審］左翼: ボブ・デービッドソン、右翼: ポール・ランギー
4. 試合開始時刻: 太平洋夏時間（UTC-7）午後9時20分  試合時間: 2時間51分  観客: 5万5693人
詳細: Baseball-Reference.com

| ニューヨーク・メッツ | ニューヨーク・メッツ | ニューヨーク・メッツ | ニューヨーク・メッツ | ニューヨーク・メッツ | ロサンゼルス・ドジャース | ロサンゼルス・ドジャース | ロサンゼルス・ドジャース | ロサンゼルス・ドジャース | ロサンゼルス・ドジャース                                                                                              |
| -------------------- | -------------------- | -------------------- | -------------------- | --- | ------------------------ | ------------------------ | ------------------------ | ------------------------ | --- |
| 打順                 | 守備                 | 選手                 | 打席                 | R・ダーリングG・カーターK・ヘルナン · デスW・バックマンG・ジェフ · リーズK・エルスターK・マク · レイノルズL・ダイクストラD・ストロベリー | 打順                     | 守備                     | 選手                     | 打席                     | O・ハーシュハイザーM・ソーシアM・ハッチャーS・サックスJ・ハミルトンA・グリフィンK・ギブソンJ・シェルビーM・マーシャル |
| 1                    | 中                   | L・ダイクストラ      | 左                   | R・ダーリングG・カーターK・ヘルナン · デスW・バックマンG・ジェフ · リーズK・エルスターK・マク · レイノルズL・ダイクストラD・ストロベリー | 1                        | 二                       | S・サックス              | 右                       | O・ハーシュハイザーM・ソーシアM・ハッチャーS・サックスJ・ハミルトンA・グリフィンK・ギブソンJ・シェルビーM・マーシャル |
| 2                    | 二                   | W・バックマン        | 両                   | R・ダーリングG・カーターK・ヘルナン · デスW・バックマンG・ジェフ · リーズK・エルスターK・マク · レイノルズL・ダイクストラD・ストロベリー | 2                        | 一                       | M・ハッチャー            | 右                       | O・ハーシュハイザーM・ソーシアM・ハッチャーS・サックスJ・ハミルトンA・グリフィンK・ギブソンJ・シェルビーM・マーシャル |
| 3                    | 一                   | K・ヘルナンデス      | 左                   | R・ダーリングG・カーターK・ヘルナン · デスW・バックマンG・ジェフ · リーズK・エルスターK・マク · レイノルズL・ダイクストラD・ストロベリー | 3                        | 左                       | K・ギブソン              | 左                       | O・ハーシュハイザーM・ソーシアM・ハッチャーS・サックスJ・ハミルトンA・グリフィンK・ギブソンJ・シェルビーM・マーシャル |
| 4                    | 右                   | D・ストロベリー      | 左                   | R・ダーリングG・カーターK・ヘルナン · デスW・バックマンG・ジェフ · リーズK・エルスターK・マク · レイノルズL・ダイクストラD・ストロベリー | 4                        | 右                       | M・マーシャル            | 右                       | O・ハーシュハイザーM・ソーシアM・ハッチャーS・サックスJ・ハミルトンA・グリフィンK・ギブソンJ・シェルビーM・マーシャル |
| 5                    | 左                   | K・マクレイノルズ    | 右                   | R・ダーリングG・カーターK・ヘルナン · デスW・バックマンG・ジェフ · リーズK・エルスターK・マク · レイノルズL・ダイクストラD・ストロベリー | 5                        | 中                       | J・シェルビー            | 両                       | O・ハーシュハイザーM・ソーシアM・ハッチャーS・サックスJ・ハミルトンA・グリフィンK・ギブソンJ・シェルビーM・マーシャル |
| 6                    | 三                   | G・ジェフリーズ      | 両                   | R・ダーリングG・カーターK・ヘルナン · デスW・バックマンG・ジェフ · リーズK・エルスターK・マク · レイノルズL・ダイクストラD・ストロベリー | 6                        | 捕                       | M・ソーシア              | 左                       | O・ハーシュハイザーM・ソーシアM・ハッチャーS・サックスJ・ハミルトンA・グリフィンK・ギブソンJ・シェルビーM・マーシャル |
| 7                    | 捕                   | G・カーター          | 右                   | R・ダーリングG・カーターK・ヘルナン · デスW・バックマンG・ジェフ · リーズK・エルスターK・マク · レイノルズL・ダイクストラD・ストロベリー | 7                        | 三                       | J・ハミルトン            | 右                       | O・ハーシュハイザーM・ソーシアM・ハッチャーS・サックスJ・ハミルトンA・グリフィンK・ギブソンJ・シェルビーM・マーシャル |
| 8                    | 遊                   | K・エルスター        | 右                   | R・ダーリングG・カーターK・ヘルナン · デスW・バックマンG・ジェフ · リーズK・エルスターK・マク · レイノルズL・ダイクストラD・ストロベリー | 8                        | 遊                       | A・グリフィン            | 両                       | O・ハーシュハイザーM・ソーシアM・ハッチャーS・サックスJ・ハミルトンA・グリフィンK・ギブソンJ・シェルビーM・マーシャル |
| 9                    | 投                   | R・ダーリング        | 右                   | R・ダーリングG・カーターK・ヘルナン · デスW・バックマンG・ジェフ · リーズK・エルスターK・マク · レイノルズL・ダイクストラD・ストロベリー | 9                        | 投                       | O・ハーシュハイザー      | 右                       | O・ハーシュハイザーM・ソーシアM・ハッチャーS・サックスJ・ハミルトンA・グリフィンK・ギブソンJ・シェルビーM・マーシャル |
| 先発投手             | 先発投手             | 先発投手             | 投球                 | R・ダーリングG・カーターK・ヘルナン · デスW・バックマンG・ジェフ · リーズK・エルスターK・マク · レイノルズL・ダイクストラD・ストロベリー | 先発投手                 | 先発投手                 | 先発投手                 | 投球                     | O・ハーシュハイザーM・ソーシアM・ハッチャーS・サックスJ・ハミルトンA・グリフィンK・ギブソンJ・シェルビーM・マーシャル |
| R・ダーリング        | R・ダーリング        | R・ダーリング        | 右                   | R・ダーリングG・カーターK・ヘルナン · デスW・バックマンG・ジェフ · リーズK・エルスターK・マク · レイノルズL・ダイクストラD・ストロベリー | O・ハーシュハイザー      | O・ハーシュハイザー      | O・ハーシュハイザー      | 右                       | O・ハーシュハイザーM・ソーシアM・ハッチャーS・サックスJ・ハミルトンA・グリフィンK・ギブソンJ・シェルビーM・マーシャル |